# Regalo di Natale
Série
La rivincita di Natale
(2004)
Pour plus de détails, voir Fiche technique et Distribution.
Regalo di Natale est un film italien réalisé par Pupi Avati, sorti en 1986. Le film engendra une suite 16 ans après : La rivincita di Natale.

## Synopsis
Un groupe d'anciens d'amis se retrouve après s'être perdus de vue pendant une très longue période pour jouer au poker et « plumer » un riche industriel, mais pendant la nuit, au fur et à mesure des parties, les vieilles haines et les méfiances resurgissent et entrent en conflit avec la nostalgie des amitiés perdues.

## Fiche technique
- Titre : Regalo di Natale
- Réalisation : Pupi Avati
- Scénario : Pupi Avati et Giovanni Bruzzi
- Photographie : Pasquale Rachini
- Musique : Riz Ortolani
- Production : Antonio Avati
- Pays d'origine : Italie
- Genre : drame
- Date de sortie : 1986

## Distribution
- Carlo Delle Piane : Avvocato Santelia
- Diego Abatantuono : Franco Mattioli
- Gianni Cavina : Ugo Cavara
- George Eastman : Stefano Bertoni
- Alessandro Haber : Gabriele Bagnoli